# Maeve

Queen Maev, de J. C. Leyendecker

Maeve, Meave, Maev o Maiv ( /meɪv/ mayv) es un nombre femenino de origen irlandés. Proviene del nombre irlandés Méabh, que se escribía Meadhbh (IPA: mʲɛɣv) en irlandés moderno temprano, Meḋḃ o Meaḋḃ en irlandés medio, y Medb (IPA: mʲeðv) en antiguo irlandés. Etimológicamente puede provenir del término que significa "aquella que embriaga", "mujer de la hidromiel", o, según otra etimología, "aquella que reina". Medb es una reina en la Mitología irlandesa que origiariamente podría haber sido una diosa de la soberanía.